# Haruka Kitaguchi
Haruka Kitaguchi (北口 榛花, Kitaguchi Haruka), née le 16 mars 1998 à Asahikawa, est une athlète japonaise spécialiste du lancer du javelot, championne du monde en 2023 à Budapest et championne olympique en 2024.

## Biographie
Haruka Kitaguchi fait preuve de qualités sportives dès son plus jeune âge, notamment au badminton et en natation. Elle commence le javelot au lycée et devient championne de Hokkaidō après deux mois de pratique de la discipline.
A l'occasion des championnats du monde jeunesse en 2015, Haruka Kitaguchi remporte la médaille d'or.
En 2019, détentrice du record du Japon depuis le mois de mai avec 64,36 m, elle se pare d'argent lors des Universiades d'été à Naples, mais s'incline dès les qualifications aux championnats du monde de Doha. Vainqueur de son premier titre de championne du Japon, elle établit un nouveau record national le 27 octobre 2019 à Kitakyūshū avec 66,00 m.
En 2021, la Japonaise se classe 12e des Jeux olympiques de Tokyo.
Elle décroche la médaille de bronze lors des championnats du monde 2022, à Eugene, devancée par l'Australienne Kelsey-Lee Barber et l'Américaine Kara Winger. 

### Championne du monde et olympique
L'année suivante à Budapest, elle est sacrée championne du monde avec un dernier jet à 66,73 m, alors qu'elle était provisoirement au pied du podium. En s'imposant devant la Colombienne Flor Ruíz et l'Australienne Mackenzie Little, elle devient la première athlète de son pays titrée dans cette discipline aux Mondiaux. Elle conclut la saison avec une victoire en Ligue de diamant, au Mémorial Van Damme, avec 67,38 m, un nouveau record du Japon en 67,38 m.
Kitaguchi arrive aux Jeux olympiques de Paris 2024 en étant la cinquième meilleure performeuse de l'année. Elle atteint les minimas pour la finale dès son premier lancer avec 62,58 m, sortant huitième des qualifications menée par la Polonaise Maria Andrejczyk, vice-championne olympique, en 65,52 m. Les autres favorites à l'issue des qualifications sont Flor Ruíz qui a la meilleure performance de 2024 avec 66,70 m et vice-championne du monde et Sara Kolak qui termine seconde des qualifications. Adriana Vilagos et Victoria Hudson autres prétendantes au titre avant la journée de qualifications, ne finissent pas dans les douze premières. Lors de la finale elle réalise 65,80 m dès son premier essai. Elle n'améliorera pas cette marque lors des cinq lancers suivants, ni aucune de ses concurrentes. Elle remporte le titre olympique devant la Sud-africaine Jo-Ane van Dyk et Tchèque Nikola Ogrodnikova.

## Palmarès
| Date | Compétition                    | Lieu             | Résultat | Marque  |
| ---- | ------------------------------ | ---------------- | -------- | ------- |
| 2015 | Championnats du monde jeunesse | Cali             | 1re      | 60,35 m |
| 2019 | Universiade d'été              | Naples           | 2e       | 60,15 m |
| 2021 | Jeux olympiques                | Tokyo            | 12e      | 55,42 m |
| 2022 | Championnats du monde          | Eugene           | 3e       | 63,27 m |
| 2023 | Championnats du monde          | Budapest         | 1re      | 66,73 m |
| 2023 | Ligue de diamant               | Ligue de diamant | 1re      | 67,38 m |
| 2024 | Jeux olympiques                | Paris            | 1re      | 65,80 m |
| 2024 | Ligue de diamant               | Ligue de diamant | 1re      | 66,13 m |

### National
4 titres au javelot : 2019, 2021, 2022, 2024.

## Records
| Épreuve           | Marque       | Lieu      | Date             |
| ----------------- | ------------ | --------- | ---------------- |
| Lancer du javelot | 67,38 m (NR) | Bruxelles | 8 septembre 2023 |